# Рыкалов, Василий Федотович
Васи́лий Федо́тович Рыка́лов (12 марта 1771 — 9 января 1813, Петербург) — актёр, артист Петербургских Императорских Театров.
Вместе со своей женой актрисой П. Т. Рыкаловой — родоначальник актёрской династии Рыкаловых.

## Биография
Отец — Федот Рыкалов (1740 — 5 марта 1815), был впоследствии «Театральной Дирекции офицером» и умер, пережив сына, 75 лет от роду.
Сценическую деятельность начал в Туле как трагедийный актёр. Успех побудил Рыкалова испробовать свои силы на столичной сцене. В 1792 году явился в Петербург и обратился к Ивану Афанасьевичу Дмитревскому, который как раз в это время составлял молодую труппу из не окончивших учеников Театральной Школы, выпущенных в оркестр театральным начальством по недостатку в средствах. В этой, так называемой «молодой» комической труппе недоставало актёра на роли благородных отцов, и поэтому Дмитревский был очень доволен приезду Рыкалова, прослушал его чтение и охотно принял его в число актёров своей новой труппы, причём даже сам взялся обучать его. Вскоре, однако, отдельное существование молодой труппы прекратилось, и она всецело слилась со старой, причём актёры, её составлявшие, были зачислены на службу Дирекции. Таким образом, с 1-го июля 1793 года Рыкалов был уже на Императорской сцене.

 В знаменитом спектакле в Гатчине 26-го августа 1800 г., когда давали переведенную Н. С. Краснопольским драму Коцебу (бывшего в то время в ссылке): «Лейб-кучер Императора Петра III», Рыкалов исполнял роль столяра Либрехта, а роль Лейб-кучера играл Крутицкий. На этом спектакле присутствовал Император Павел I, и пьеса, исполненная лучшими артистами, произвела на него такое сильное впечатление, что он приказал возвратить её автора из ссылки.
Тем не менее петербургская аристократическая публика не принимала актёра: в упрек ставились и его мало подходившая к драматическим ролям внешность, и грубоватые манеры, и нечистый выговор, и привычка сильно повышать голос в патетических сценах, за что игру его насмешливо прозвали рычанием. Всё изменилось, когда по смерти Крутицкого князь А. А. Шаховской предложил его роли Рыкалову, а также перейти в амплуа комиков. Василий Федотович поначалу не соглашался, утверждая, что его призвание — трагические образы, но, выступив в комических ролях, очень скоро стал первым комиком не только в глазах современников, но и всего XIX века. Все современные ему отзывы полны самых восторженных похвал; театр неистовствовал, встречая Рыкалова в его новых ролях. Те недостатки, которые так мешали ему стать трагиком, как нельзя более подошли к ролям комических стариков, за которые он взялся. 

Это был прирождённый комик в лучшем смысле этого слова. Он не «играл», — он сам становился тем лицом, которое изображал, так что Император Павел, видевший его однажды в роли Гарпагона, спросил его по окончании спектакля: «А скажи, сударь, не на самом ли деле ты такой скаред, какого представляешь?» На это Рыкалов отвечал, что искусство актёра и заключается именно в уменьи притворяться, и что хотя он и сознает в себе очень много пороков, но от скупости его Господь миловал. Затем Имп. Павел ещё довольно долго с ним разговаривал, расспрашивая его о сценическом искусстве и о классических писателях для сцены и, отпуская его, восхищенный его игрой, пожаловал ему ценный подарок. После этого, по желанию Государя, Рыкалов участвовал почти в каждом представлении во дворце. 
Лучшей похвалой артисту и характеристикой его таланта могут служить слова Арапова: «Наш неподражаемый Щепкин один может быть сравнен с Рыкаловым».
Рыкалов стал постоянным исполнителем ролей в мольеровских пьесах: Гарпагон в «Скупом», Сганарель в «Мнимом рогоносце», Журден в «Мещанине во дворянстве», в «Лекаре поневоле», Жеронт в «Скапиновых обманах» — эта роль современниками называлось его лучшей. Ф. Булгарин, видевший впоследствии эту пьесу несколько раз на Парижской сцене, игранную лучшими артистами, всегда вспоминал игру Рыкалова и Сандунова, говоря, что лучших комических артистов на эти роли он не встречал. Об исполнении Рыкаловым роли Жеронта Жихарев писал в своем «Дневнике Чиновника»: «Какая великолепная комическая фигура! Лицо, стан, походка, движения — все в нём так натурально глупо, что при одном появлении его нельзя удержаться от смеха, а орган, а дикция — это совершенная натура! Никаких натяжек, никакого преувеличения, ничего площадного, — словом видишь перед собой не актера, а настоящего Жеронта».
По свидетельству современников, он стал лучшим исполнителем не только Мольеровских комедий, но и русских. Наиболее выдающимися в его русском репертуаре были роли собачьего охотника Вспышкина в комедиях князя А. А. Шаховского «Ссора или два соседа» и Транжирина в «Полубарских затеях»; в ролях Председателя в комедии Струговщикова «Неслыханное диво, или Честный секретарь», Староста («Лиза, или Торжество благодарности» Ильина, 1802), Якова Силина в комедии Клушина «Рассудительный дурак», Деревенского в комедии Павла Сумарокова «Деревенский в столице» и Сумбурова в комедии Крылова «Модная лавка» (играл в паре с очень известной в своё время актрисой Х. Ф. Рахмановой, и совместная игра её с Рыкаловым, по словам Жихарева, не только смешила, но и заставляла удивляться той верности, с какой представляли они своих персонажей).
Но сам он не был доволен своею славой — он видел себя в трагедии, и только обещание прибавить жалованья и назначить бенефис заставили его, наконец, перейти совсем на амплуа комических стариков. И в первый же свой бенефис, когда сам мог назначить пьесу и выбрать себе роль, выбрал для постановки трагедию Озерова «Эдип в Афинах» и сам взялся за роль Эдипа. Успеха, судя по всему, не получилось, и когда Рыкалов, по рассказу Жихарева, после спектакля спросил у товарищей о впечатлении, на них произведенном, то Ежева (транскрипция XIX века) метко высказала общее мнение: «Шуточно, батюшка, — как из мешка вылезал», намекая этим на комическую сцену Жеронта в «Скапиновых обманах».
Таким образом, с трагедийным репертуаром в творческой биографии Василия Федотовича Рыкалова было покончено навсегда. Он продолжил своё комическое амплуа.

К деятельности Рыкалова относится введение театральных афиш, по идее которого и принятому дирекцией Императорских театров распоряжению, в России право печатать афиши для всех театров являлось монополией Дирекции императорских театров и её контрагентов: (ГОПП — в Петербурге и ЛЕВЕНСОН — в Москве). Причина тому — он арендовал театральную типографию и потому придумал афишечную монополию Императорских театров. Об этом писал известный драматический писатель и летописец П.Арапов (1796—1861), восторгавшийся артистом: 
«Русская труппа в конце XVIII века состояла из 21 актера и 22 актрис, в числе коих были замечательные артисты… в том числе и Рыкалов Василий Федотович представлял превосходно стариков в мольеровских комедиях… Большой успех имела „Модная лавка“, оригинальная комедия И. А. Крылова в трех действиях, где между прочим при обыске контрабанды находят помещицу Сумбурову в шкафу, где она скрывалась из боязни быть настигнутою мужем в модной лавке. Рыкалов был превосходен в роли Сумбурова». (П.Арапов. Летопись русского театра, стр.90).
С 1796 года преподавал в Петербургской театральной школе. С 1800 начал заниматься режиссурой.
Выступал артист много, публика требовала его выходов, он подорвал силы и результатом такой изнурительной работы стала ранняя смерть, последовавшая 9 января 1813 года. Похоронен на Смоленском кладбище Петербурга. 26-го января того же года Дирекцией дан был спектакль в пользу его сирот. На могиле Рыкалова вырезана эпитафия:
Прохожий! прослезись! Под камнем сим сокрыт
Прах добродетельного мужа;
Не славой громких дел он в мире знаменит,
Но, сердца благость обнаружа,
Для ближних, для семейства жил
И с радостной душой одно добро творил.

"Это был замечательный артист, какого русский театр долго иметь не будет, говорит о нём Р. М. Зотов в своих театральных воспоминаниях. «Это было одно из тех редких явлений в художественном мире, которые случаются только для того, чтобы показать другим, до чего труд и дарование могут достигнуть». В комизме Рыкалова ничего не было ни искусственного, ни принужденного, ни вымученного: его игра была жива и увлекательна, непринужденная веселость лилась в ней широким, неудержимым потоком. Это была «натура-фарс», как удачно охарактеризовал её С. Т. Аксаков; однако, у ней ничего не было общего с пошлым буффонством, и она нисколько не мешала верному и естественному изображению характеров как в русских пьесах, так и в комедиях Мольера. В Рыкалове общество потеряло не только артиста, но и прекрасную личность, готовую на всякую помощь, на всякое доброе дело. 
Многие обращались к нему со своими нуждами, и он удовлетворял их, как мог. Помощь его была обширна, так как с добрым сердцем он соединял в себе ум и образование, что дало ему возможность помогать советами многим начинающим авторам и актёрам. Современники отмечают, что это был человек, оставивший по себе лучшую память.
Потомки Василия Федотовича и Пелагеи Титовны Рыкаловых ещё в течение более ста лет выходили на театральные подмостки, исполняя множество ролей в самых различных театральных постановках.